# Nguyễn Tấn Hồng
Nguyễn Tấn Hồng (13 tháng 1 năm 1922 – 12 tháng 1 năm 2018) là bác sĩ quân y và đại tá Quân lực Việt Nam Cộng hòa. Ông từng giữ chức Tổng trưởng Bộ Thanh niên và Bộ Cựu Chiến binh Việt Nam Cộng hòa. Ngoài ra, ông còn làm cố vấn cho Hội Hướng đạo Việt Nam. Sau khi chính thể Việt Nam Cộng hòa sụp đổ, ông di cư sang Canada và tiếp tục tham gia các hoạt động của Tổ chức Hướng đạo và Bác sĩ. Năm 2018, ông qua đời tại Montreal, Canada.

## Tiểu sử
Nguyễn Tấn Hồng sinh ngày 13 tháng 1 năm 1922 tại tỉnh Hà Đông, Bắc Kỳ, Liên bang Đông Dương.:96
Năm 1951, ông thi đậu bằng bác sĩ y khoa tại Viện Đại học Hà Nội.:96 Năm 1956, ông được đào tạo thành bác sĩ phẫu thuật của Không quân tại Căn cứ Không quân Randolph ở Texas, Mỹ.:96
Năm 1951, ông trở thành trung úy quân y, đồng thời là y sĩ cao cấp ở Tiểu đoàn 20.:96 Năm 1953, ông làm Y sĩ trưởng Tiểu đoàn 75.:96 Năm 1953, ông phục vụ với tư cách là bác sĩ, quân hàm thượng úy, đồng thời là trợ lý bác sĩ phẫu thuật cao cấp tại Bệnh viện Quân y Võ Tánh cho đến năm 1954.:96 Từ năm 1954 đến năm 1955, ông chuyển sang Bệnh viện Quân y Chi Lăng làm bác sĩ.:96 Năm 1955, ông là bác sĩ phẫu thuật cấp cao trong chiến dịch Nguyễn Huệ và chiến dịch Giải phóng.:96 Từ năm 1956 đến năm 1961, ông là bác sĩ phẫu thuật cấp cao tại Bệnh viện Không quân rồi sau lên làm Chỉ huy trưởng Trung tâm Giám định Y khoa Nhân viên Phi hành. Từ năm 1961 đến năm 1965, ông giữ chức Y sĩ trưởng Không quân Việt Nam Cộng hòa.:96 Tháng 9 năm 1964, ông được thăng cấp trung tá.:96
Tháng 2 năm 1965, ông được bổ nhiệm làm Tổng trưởng Bộ Thanh niên trong nội các Phan Huy Quát.:96 Năm 1966, ông đổi sang nhận chức Ủy viên Cựu Chiến binh (còn gọi là Cựu Chiến sĩ) trong nội các chiến tranh Nguyễn Cao Kỳ.:96:96
Ngoài việc phục vụ quân đội và chính quyền Việt Nam Cộng hòa, Nguyễn Tấn Hồng còn tham gia nhiều tổ chức xã hội: Năm 1966, ông giúp thành lập Hội Họa sĩ trẻ Việt Nam, rồi trở thành thành viên sáng lập của hiệp hội này; năm 1967, là thành viên danh dự của Chủ tịch Hiệp hội Ngoài trời; và là thành viên Ủy ban Tuyển chọn Học bổng Lãnh đạo cùng năm đó.:96 Ngoài ra, ông còn là cố vấn cho Hội Hướng đạo Việt Nam.:96
Sau biến cố 30 tháng 4 năm 1975, ông di cư sang Canada. Tại Canada, ông tham gia Liên đoàn Việt Nam của Tổ chức Hướng đạo Quebec. Ngoài ra, ông còn giữ chức Chủ tịch Hội Y sĩ Việt Nam Montréal.
Ông qua đời ngày 12 tháng 1 năm 2018 tại Montreal, Canada, hưởng thọ 96 tuổi.

## Đời tư
Nguyễn Tấn Hồng là Phật tử lấy pháp danh là Tâm Khai và pháp hiệu là Chân Hội. Ông cực kỳ coi trọng Phật giáo trong những năm cuối đời và trở thành học trò của Thích Nhất Hạnh và rất kính trọng vị thiền sư này.

## Vinh danh
Nguyễn Tấn Hồng được ân thưởng huân huy chương trong nước sau đây tại Việt Nam (thêm dấu * để cho biết danh hiệu không rõ)::96-97
- Đệ Ngũ Đẳng Bảo Quốc Huân Chương
- Đệ Nhị Đẳng Huân Chương Không Quân
- Kim Tinh, Ngân Tinh Anh Dũng Bội Tinh
- Danh Dự Bội Tinh ＊
- Tham Mưu Bội Tinh
- Kỹ Thuật Bội Tinh＊
- Quân Phong Bội Tinh＊
- Chiến Dịch Bội Tinh (1949–1954 và 1960)
- Quân Vụ Bội Tinh＊
- Không Vụ Bội Tinh＊
- Chương Mỹ Bội Tinh Đệ Nhất Hạng
- Cảnh Sát Danh Dự Bội Tinh＊
- Lao Động Bội Tinh＊